# علامة (حديبو)

تعديل مصدري - تعديل

علامة هي إحدى قرى مديرية حديبو التابعة لمحافظة سقطرى، بلغ تعداد سكانها 227 نسمة حسب تعداد اليمن لعام 2004.